# フリル (渡辺美奈代のアルバム)
『フリル』は、渡辺美奈代の3枚目のオリジナル・アルバム。1987年12月21日発売。発売元はCBS・ソニー。

## 解説
作曲・編曲に後藤次利以外の作家陣が参加した初のアルバム。
このジャケット写真の別ショットが、「渡辺美奈代ベスト・コレクション」のジャケットに使用された。
同年7月リリース・5枚目のシングル、「アマリリス」は収録されているが、11月リリース、6枚目のシングル「ガールズ・オン・ザ・ルーフ」は未収録。同曲のB面楽曲「雪華模様」は収録。

## 収録曲
全作曲・編曲:後藤次利（特記以外）
1. スウィート・ミリタリー（3:58）
  - 作詞:川村真澄
2. おしゃれ泥棒（4:34）
  - 作詞:川村真澄
3. ほんの少女（4:14）
  - 作詞:和泉ゆかり
4. 雪華模様（4:07）
  - 作詞:和泉ゆかり
5. 神様のタイミング（3:19）
  - 作詞・作曲:遠藤京子／編曲:中村哲
6. ワガママ・マドンナ（4:39）
  - 作詞:谷穂ちろる
7. パティオで言い訳（3:57）
  - 作詞:森田由美／作曲:尾関昌也／編曲:中村哲
8. アステリア伝説（4:44）
  - 作詞:森田由美／作曲:岸正之／編曲:中村哲
9. アマリリス（3:58）
  - 作詞:和泉ゆかり
10. 放課後の忘れ物（4:30）
  - 作詞:和泉ゆかり